# Lyonetia
Lyonetia é um gênero de mariposa pertencente à família Acrolepiidae.